# Zelandotipula cristalta
Zelandotipula cristalta is een tweevleugelige uit de familie langpootmuggen (Tipulidae). De soort komt voor in het Neotropisch gebied.